# Hino do Corpo de Fuzileiros Navais dos Estados Unidos
Hino do Corpo de Fuzileiros Navais dos Estados Unidos. Promulgado pelo comando dos fuzileiros em 1929, é o hino mais velho das Forças Armadas dos Estados Unidos.
From the Halls of Montezuma
To the Shores of Tripoli;
We fight our country's battles
In the air, on land and sea;
First to fight for right and freedom
And to keep our honor clean;
We are proud to claim the title
Of United States Marine.
Our flag's unfurled to every breeze
From dawn to setting sun;
We have fought in ev'ry clime and place
Where we could take a gun;
In the snow of far-off Northern lands
And in sunny tropic scenes;
You will find us always on the job--
The United States Marines.
Here's health to you and to our Corps
Which we are proud to serve
In many a strife we've fought for life
And never lost our nerve;
If the Army and the Navy
Ever look on Heaven's scenes;
They will find the streets are guarded
By United States Marines.
Tradução livre para o português (Brasil)
Dos palácios de Montezuma às praias de Tripoli,
seja no ar, na terra ou no mar,
lutamos as batalhas de nosso país.
Fomos os primeiros a lutar pelo direito e pela liberdade
e em defesa de nossa honra;
temos orgulho de ser
os Fuzileiros Navais dos Estados Unidos.
Nossa bandeira desfraldada,
do nascer ao por do sol;
lutamos em todos os lugares e climas
onde pudermos levar nossas armas:
das neves do extremo norte
ao sol dos trópicos
você sempre nos encontrará cumprindo nosso dever.
Somos os Fuzileiros Navais dos Estados Unidos.
Saudamos você e nossa corporação
Que temos orgulho em servir!
Arriscamos nossas vidas em muitas batalhas
e nunca perdemos a calma;
Se o exército e a marinha olharem para o paraíso
Irão descobrir que as ruas são protegidas
Pelos Fuzileiros Navais dos Estados Unidos